# Synalpheus pinkfloydi
Synalpheus pinkfloydi, o camarão-estalo Pink Floyd, camarão-de-estalo Pink Floyd ou camarão-pistola Pink Floyd, é uma espécie de camarão-de-estalo no gênero Synalpheus. Descrita em 2017, foi nomeado em homenagem à banda de rock Pink Floyd, em parte porque possui uma "garra vermelha-rosada brilhante". O som que ele faz ao estalar a garra chega a 210 decibéis e pode matar pequenos peixes próximos.
O tipo nomenclatural, coletado próximo às Ilhas Pérola, na Baía do Panamá, como parte do projeto "Estudos comparativos e experimentais da morfologia e desenvolvimento dos crustáceos" do Smithsonian Tropical Research Institute (STRI), é parte do acervo do Museu de Zoologia da Universidade de São Paulo, e do Museu de História Natural da Universidade de Oxford.
O S. pinkfloydi, encontrado no oceano pacífico oriental, é relacionado e visualmente semelhante ao S. antillensis do oceano atlântico ocidental, com uma divergência sequencial de 10.2% no gene cytochrome c oxidase subunit I.
Em uma referência ao nome da espécie, o artigo que o descreveu disse que a espécie é "improvável de ocorrer no lado escuro da lua (uma referência ao álbum the Dark Side of the Moon do Pink Floyd) devido à ausência de um habitat adequado".